# Хотел Неретва (Мостар)
Хотел Неретва један је од националних споменика на привременој листи Босне и Херцеговине, саграђен у специфичном псеудомаурском стилу (који је с краја 19. века био доминантна) у Мостару 1892. године за време аустроугарске владавине. У њему су до данас боравили бројни светски лидери, од цара Фрање Јосипа до Јосипа Брозаи бројни туристи из многих крајева света. На отприлике стоту годишњицу хотела (и поред неколико реновирања и доградње), хотел је сазрео за озбиљно реновирање, које није дошекао јер је зграда хотела  уништена у првим месецима  рата на простору Босне и Херцеговине 1992. године, заједно са готово свим важнијим градским зградама.

## Историја
У Мостару се крајем 19.века дефинише градска зона на врховима троугласте долине коју је уздуж пресеца река Неретва. Повећане саобраћајне потребе захтевале су бољу повезаност преко Неретве, па су уз постојећи Стари мост, који се адаптира за друмски саобраћај, изграђена још три моста. Централна градска осовина која је повезала железничку станицу - нови пословни центар на западу - са мостом Фрање Јосифа (1888) са џамијом на левој обали,преуређена је у нови друштвени центар. На том простору граде се школа, хотел „Неретва”  и Градско купатило, зграде које замењују старе конаке и хамаме. Паралелно се градњом овог простора тадашње архитекте уводе еклектичне декоративне елементе прикупљене током студијских путовања аустријских архитеката по Египту и Шпанији, са циљем да у потпуности не негирају исламски архитектонски дух градског окружења.
Тако на крају 19. века настаје хотел “Неретва” који је у време изградње 1892. године у Мостар унео не само нови архитектонски стил већ и дух живота у Европи са новим типом гостинских соба, сала за састанке или читање уз музику клавира. У хотелу се служила чувена  Захер торта и Бечка шницла, приправљена од стране кувара ангажованих из Прага. 
Хотел је сведо његовог рушења био једно од неколико места у граду Мостару где се могло плесати уз вечеру и колаче разних боја, које конобар довозио до стола гостију па их је тешко неко од гостију могао одбити.
У стотој години постојања, објекат је уместо планиране обнове уништен у првим месецима рата на тлу Босне и Херцеговине 1992. године, заједно са готово свим значајним градским објектима.

## Изглед
Својим волуменом и изгледом објекта је био је стран Херцеговачком поднебљу - као огроман, објекат са импонзантном фасадом у монархијско жуто-црвеним хоризонталним пругама.  Грађен је псеудомаорксом стилу (или како се у прецизније у науци назива, неоисламском или неооријенталном стилу) који се одлкује карактеристичним елементима хеленистичко-селџучке и османске уметности преузете из мозарапских уметничких области Шпаније, Магреба и Каира. Већина објеката које је аустроугарска власт оставила у  Босни и Херцеговине  изграђена је у псеудомаурском стилу, који је остао синоним за аустроугарски период владавине у Босни и Херцеговине. Формалне карактеристике најчешће обухватају потковицасте лукове, штукатурну орнаментику, луковичасте куполе и декорацију хоризонталних спољашњих линија у карактеристичним бојама.
Објекат је подигнут на самој обали реке Неретве, тек много година након изградње, објекат је остварио контакт са реком преко две тераса. Првобитна оријентација хотела била је ка истоку, према парку са преголама у коме је доминирао базен са златним рибицама, које су привлачиле све, а посебно децу, до 1976. године, када је целокупни простор преправљен одлуком тадашње политичке структуре.   

## Обнова
Након куповине порушеног хотела, његов новом власник Халим Зукић, коме је требало пуних шест година за прибављање неопходних одобрење, није извоодио радове планиране у првој фази обнове хотела, због чега је објекат постао право ругло.
Када је Зукићу, коначно, 2018. године из надлежног градског одељења издано одобрење за привремено заузимање јавне површине отврио је градилиште за извођења радова и започео санацију, рестаурацију, доградњу и ревитализацију објекта хотела „Неретва“.
Радови који се изводе под надзором Завода за заштиту споменика Федерације Босне и Херцеговине, према Зукићевој изјави из 2019. године одвијаће се следећом динамиком...
Тренутно се раде кровопокривачки радови. Сљедећи корак су радови на фасади, чиме би „Неретва“ добила скоро коначну вањштину. Коначни завршетак радова планиран је за љето 2021. године и у својим детаљима хотел ће задржати дух и вриједност „Неретве“. По окончању обнове хотел ће имати 84 собе и биће део једног од светски реномираних хотелских ланаца.